# J. Michael Thomson
John Michael Thomson (geb. 1. Januar 1928 in Hull; gest. 4. Mai 2010) war ein Verkehrsökonom, der sich vor allem mit dem Stadtverkehr beschäftigte. Dabei argumentierte er auch gegen den Bau von Stadtautobahnen, das Downs-Thomson-Paradoxon ist nach ihm benannt. Thomson wirkte ab den 1960er Jahren in England, unter anderem an der London School of Economics (LSE), später auch weltweit.

## Werdegang
Thomson wuchs in Kent und Yorkshire auf. Er studierte an der LSE und arbeitete danach zunächst für die Großbank Barclays. Schnell wechselte er aber ins Verkehrsministerium und die Forschungseinrichtung Road Research Laboratory (heute Transport Research Laboratory). Im Oktober 1965 kam er als Rees Jeffreys Research Fellow an die LSE zurück.
Außerhalb davon engagierte er sich als Vorsitzender der London Amenity and Transport Association (LATA), einer Organisation, die sich gegen den Bau von neuen Ringstraßen in London (London Ringways) aussprach.
In den 1970er Jahren verließ Thomson die LSE und arbeitete für die OECD in Paris. Später war er als weltweit als unabhängiger Berater und Wissenschaftler tätig.

## Werk

### Publikationen
Am Road Research Laboratory wirkte er als Sektretär für den Expertenbeirat des Smeed Reports, einer einflussreichen Studie zur Bepreisung von Straßenverkehr (road pricing). Mit diesem 1964 veröffentlichten Report trat er erstmals als Verkehrswissenschaftler in Erscheinung.
In seiner Zeit an der LSE konzipierte er mit Denys Munby und Gilbert Ponsonby eine wissenschaftliche Fachzeitschrift, das Journal of Transport Economics and Policy, bei dem er auch bis 1975 als Mit-Herausgeber wirkte.
Als Leiter einer zehnköpfigen Arbeitsgruppe schrieb er für die LATA die Studie Motorways in London, die drei geplante Ringautobahnen in London kritisisch untersuchte. Sie kam zu dem Ergebnis, dass vor allem der innere Ring nicht vorteilhaft, der mittlere zweifelhaft und der äußere wahrscheinlich gerechtfertigt sei. Neue Autobahnen würden das übrige Straßennetz grundsätzlich nicht entlasten, sondern stärker belasten, außerdem passe das vorgeschlagene Netz nicht zur Struktur der Stadt. Darüber hinaus sei es nicht ausgewogen, nur Straßen auszubauen und nicht den effizienten öffentlichen Nahverkehr. Die Studie wurde in der Gegenbewegung zum Autobahnbau viel gelesen und bildete wohl die Grundlage für zahlreiche Einsprüche gegen die Pläne. Sie wurden später fallengelassen.
Thomsons Modern transport economics ist eine Einführung in die Verkehrsökonomik. Darin behandelt Thomson den Wunsch nach Ortsveränderung als Grundlage des Verkehrs, die Eigenschaften der Verkehrssysteme und ihre Kosten, sowie einige ökonomische Probleme im Verkehr, wie die optimale Nutzung von Infrastruktur, die Bewertung von Infrastrukturinvestitionen und die Wirtschaftlichkeit des Betriebs. Ein Kritiker nannte das Buch sehr lesbar, interessant und klar geschrieben.
In seinem Buch Great Cities and their traffic untersucht Thomson den Verkehr in Metropolen. Er identifiziert sieben Probleme des Stadtverkehrs, die sich überall glichen und stärker auftreten, je größer die Stadt sei. Konkret nennt er Verkehrsstau, Parkplatzprobleme, Überfüllung bzw. zu schlechte Auslastung in der Haupt- und Nebenverkehrszeit im ÖPNV, Probleme für den Fußverkehr, Unfälle und Umweltauswirkungen. Sie resultierten aus der Bepreisung der jeweiligen Verkehrssysteme, die keine effiziente Verteilung zwischen der Verkehrsnachfrage und dem Infrastrukturangebot erlaube. Letztendlich träten diese Probleme auf, weil die Bevölkerung in den Städten und deren Einkommen steige. Thomson untersuchte in dem Buch 30 Städte und versuchte, ihre Lösungen für die Verkehrsprobleme zusammenzufassen. Er fasste sie zu fünf Archetypen zusammen, die er in verschiedenen Städten wiederfand: vollständige Motorisierung, die „Starkes-Zentrum-Strategie“, die „Schwaches-Zentrum-Strategie“, die kostengünstige Strategie und die Strategie der Verkehrsbegrenzung.

### Bibliografie (Auswahl)
- Als Leiter der Arbeitsgruppe: Motorways in London. Duckworth, London 1969
- Modern transport economics. Penguin, Harmondsworth 1974
  - übersetzt von G. Wolfgang Heinze und Detlef Herbst: Grundlagen der Verkehrspolitik (= UTB Wirtschafts- und Sozialtexte. Nr. 754). Haupt, Bern, Stuttgart 1978
- Great Cities and their traffic. Victor Gollancz, London 1977
- Toward better urban transport planning in Developing Countries. Weltbank, Washington D.C.1983 (worldbank.org)